# Komunistyczna Organizacja Grecji
Komunistyczna Organizacja Grecji (grec.Kommounistikì Orgànosi Ellàdas/Κομμουνιστική Οργάνωση Ελλάδας) – grecka lewicowa partia polityczna o profilu maoistowskim, powstała w styczniu 2003 roku. Partia jest członkiem lewicowej koalicji SYRIZA.

## Ideologia
Jej ideologia opiera się na tradycji rewolucyjnego marksizmu. Partia wywodzi się z antyrewizjonistycznego nurtu greckiego komunizmu, powstałego na skutek konfliktu wewnątrzpartyjnego w KKE. Partia łączy nauki Marksa i Engelsa z leninizmem i maoizmem.

## Prasa
Partia do 2010 roku wydawała Aristera! (Lewica!), nowym organem prasowym (wydawany przy udziale innych lewicowych partii i organizacji) partii jest Dromos tis aristeras (Droga lewicy). Z gazetą współpracują między innymi – Mumia Abu-Jamal, brazylijski artysta Carlos Latuff, lider Komunistycznej Partii Filipin Jose Maria Sison i amerykański historyk Max Elbaum.